# Калабушкин, Евгений Николаевич
Евгений Николаевич Калабушкин (род. 25 ноября 1999, Ступино, Московская область) — российский хоккеист, защитник клуба «Лада».
Начинал играть в московских клубах «Пингвины», «Спартак», «Русь». С 2016 года — в системе СКА. В связи с тем, что часть игроков основного состава СКА была отправлена на карантин из-за подозрения на COVID-19, 25 сентября провёл единственный матч в сезоне КХЛ — против «Ак Барса» (2:3, б). Летом 2023 года перешёл в «Ладу».
Бронзовый призёр юниорского чемпионата мира 2017.